# アルギニン-2-モノオキシゲナーゼ
アルギニン-2-モノオキシゲナーゼ（arginine 2-monooxygenase）は、アルギニン、プロリン代謝酵素の一つで、次の化学反応を触媒する酸化還元酵素である。
L-アルギニン + O2 {\displaystyle \rightleftharpoons } 4-グアジニノブタンアミド + CO2 + H2O
反応式の通り、この酵素の基質はL-アルギニンとO2、生成物は4-グアジニノブタンアミドとCO2とH2Oである。補因子としてFADとフラボタンパク質を用いる。
組織名はL-arginine:oxygen 2-oxidoreductase (decarboxylating)で、別名にarginine monooxygenase、arginine decarboxylase、arginine oxygenase (decarboxylating)、arginine decarboxy-oxidaseがある。